# Sisyrinchium deflexum
Sisyrinchium deflexum är en irisväxtart som beskrevs av Robert Crichton Foster. Sisyrinchium deflexum ingår i släktet gräsliljor, och familjen irisväxter.
Artens utbredningsområde är Paraguay. Inga underarter finns listade i Catalogue of Life.